# 米本 (八千代市)
米本（よなもと）は、千葉県八千代市に存在する地名。
八千代農業交流センターや道の駅やちよがある。そのほか、八千代市唯一の義務学校が存在する。郵便番号は、米本：276-0015、米本団地：276-0014。
かつて米本城が存在したとされまた土器などの遺跡発掘された。

## 人口
- 世帯数：740世帯
- 人口：1951人（男：1023人 / 女：928人）

### 米本団地
※全体（男 / 女）
- 1街区 269世帯 689人（348人 / 350人）
- 2街区 220世帯 554人（258人 / 286人）
- 3街区 1150世帯 2340人（1194人 / 1146人）
- 4街区 1104世帯 2190人（1130人 / 1060人）
- 5街区 671世帯 1285人（670人 / 615人）

## 隣接地域
- 村上
- 萱田
- 麦丸
- 桑納
- 島田
- 平戸
- 神野
- 保品
- 上高野

## 河川
印旛沼水路(新川)

## 交通
- 道路
- 国道16号
- 国道296号八千代バイパス

千葉県道263号八千代宗像線千葉県
県道4号千葉竜ケ崎線
バス
米本団地
八千代悠久の郷霊園
米本神社前
八千代リハビリテーション病院前
- 米本学園

## 施設
- 道の駅やちよ
- やちよ農業交流センター
- 米本城跡
- 新八千代病院
- 阿蘇米本学園
- 米本団地